# Football Club Utrecht (femminile)
Il Football Club Utrecht, meglio noto come FC Utrecht o solamente Utrecht, è una squadra di calcio femminile olandese, sezione dell'omonimo club con sede nella città di Utrecht. Milita in Eredivisie, la massima serie del campionato dei Paesi Bassi di categoria, dove gioca sin dalla sua fondazione, senza essere mai retrocesso. Ha conquistato la Coppa dei Paesi Bassi, nel 2010, e nello stesso anno la Supercoppa.

## Storia
Nel 2007 venne istituita la sezione femminile dell'FC Utrecht e venne iscritta alla prima edizione dell'Eredivisie, il nuovo primo livello del campionato femminile olandese. Alla prima stagione la squadra ottenne un terzo posto finale. La squadra partecipò alle prime 5 edizioni del campionato finché nel 2012 le massime serie dei campionati belga e olandese vennero unite nella BeNe League. L'Utrecht prese parte alle prime due edizioni della BeNe League, ma si ritirò a metà del campionato 2013-2014, perché nel gennaio 2014 venne dichiarata la bancarotta della società, che pose fine dopo sette anni alla sezione femminile dell'Utrecht.
A fine luglio 2021, il direttore generale dell'Utrecht Thijs van Es annunciò che avrebbe esplorato la possibilità di far rientrare la squadra di calcio femminile in Eredivisie. Un primo impulso in tal senso fu dato nel settembre 2022, quando fu ricostituita la sezione femminile. A metà gennaio 2023, la KNVB annunciò che la squadra di calcio femminile dell'Utrecht sarebbe stata autorizzata a partecipare al campionato di Eredivisie a partire dalla stagione 2023/24, come dodicesima società.
L'ex stella del calcio Marlou Peeters è stata nominata manager della sezione femminile e Sietske Staatsen coordinatrice del calcio femminile, alle quali si sono aggiunte, a fine gennaio 2023, l'ex stella del calcio Marjolijn van den Bighelaar come coordinatrice dell'accademia del calcio femminile, e una nuova partnership con il Saestum, seguita all'inizio di febbraio 2023 dalla nomina biennale dell'allenatrice Linda Helbling, dopo la quale il resto dello staff e la selezione sono stati modellati in vista della stagione 2023/24.
Il 10 settembre 2023 la squadra fece il suo ritorno ufficiale nella Eredivisie femminile nella partita casalinga con il Feyenoord, incontro vinto per 4-2 allo Stadion Galgenwaard davanti a un pubblico di circa 14 000 spettatori.

## Strutture

### Stadio

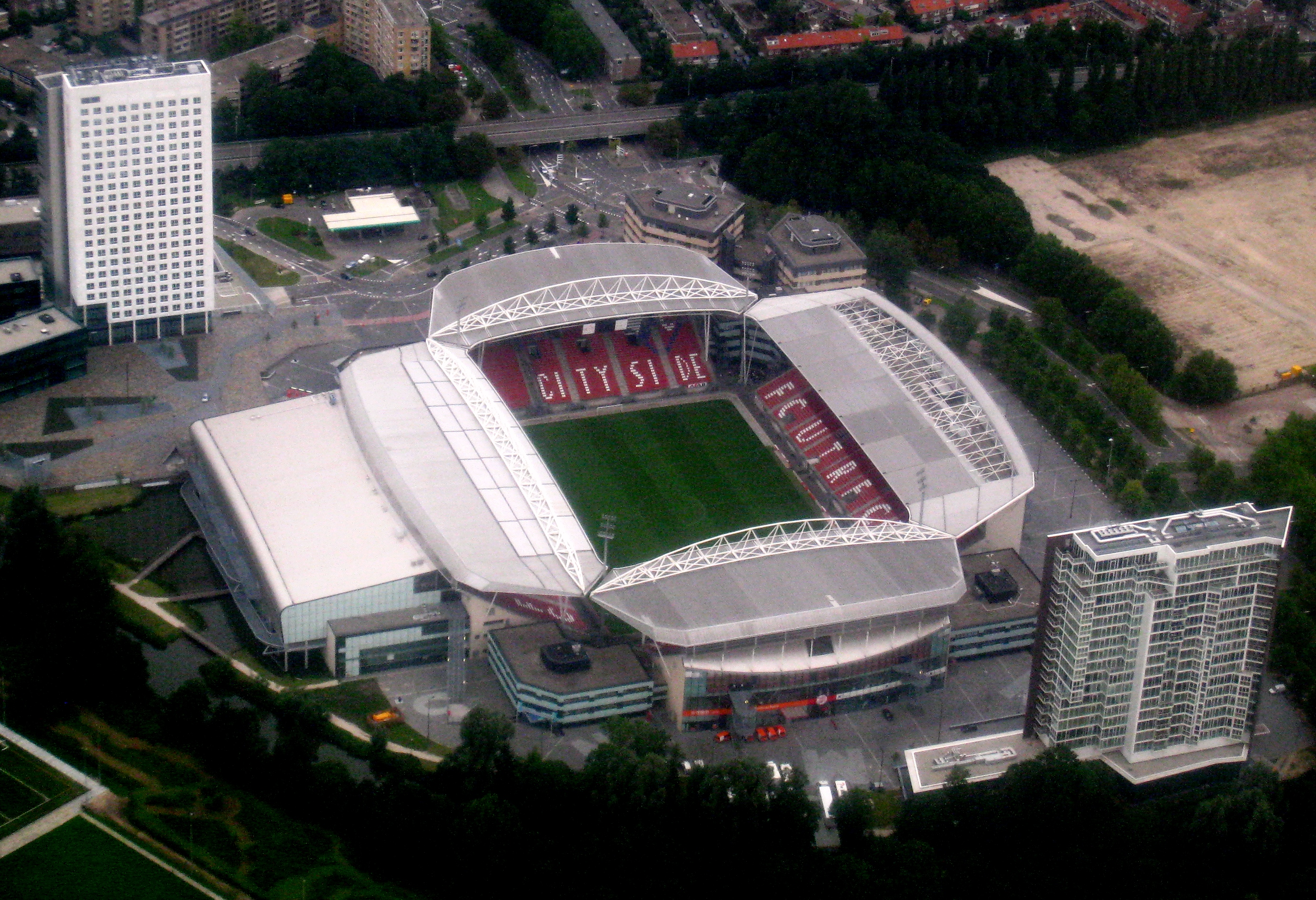
Panoramica dall'alto dello Stadion Galgenwaard.

Dalla rifondazione della squadra femminile, nel 2021, l'Utrecht gioca le sue gare casalinghe solitamente allo Sportpark Elinkwijk, impianto da 5 000 persone, tuttavia in occasione di incontri ritenuti più importanti e che possono richiamare un superiore afflusso di spettatori utilizzano lo stadio della squadra maschile, lo Stadion Galgenwaard, che ha una ben maggiore capienza di 23 750 spettatori.

## Palmarès

### Competizioni nazionali
- Coppa dei Paesi Bassi: 1

2009-2010
- Supercoppa dei Paesi Bassi: 1

2010

## Organico

### Rosa 2023-2024
Rosa, ruoli e numeri di maglia come da sito ufficiale, aggiornati al 25 ottobre 2023.
| N. |                        | Ruolo | Calciatore         |
| -- | ---------------------- | ----- | ------------------ |
| 1  | Paesi Bassi (bandiera) | P     | Jasmijn de Groot   |
| 2  | Paesi Bassi (bandiera) | D     | Liza van der Most  |
| 3  | Paesi Bassi (bandiera) | D     | Julia Wattilete    |
| 5  | Paesi Bassi (bandiera) | D     | Amber Visscher     |
| 6  | Paesi Bassi (bandiera) | C     | Marthe Munsterman  |
| 7  | Paesi Bassi (bandiera) | A     | Sophie Cobussen    |
| 8  | Paesi Bassi (bandiera) | A     | Judith Roosjen     |
| 9  | Paesi Bassi (bandiera) | A     | Femke Prins        |
| 10 | Paesi Bassi (bandiera) | C     | Senne van de Velde |
| 14 | Paesi Bassi (bandiera) | A     | Eshly Bakker       |
| 15 | Paesi Bassi (bandiera) | D     | Lena Mahieu        |

| N. |                        | Ruolo | Calciatore             |
| -- | ---------------------- | ----- | ---------------------- |
| 16 | Paesi Bassi (bandiera) | P     | Puck Louwes            |
| 17 | Paesi Bassi (bandiera) | A     | Elisha Kruize          |
| 18 | Paesi Bassi (bandiera) | C     | Tami Groenendijk       |
| 20 | Paesi Bassi (bandiera) | A     | Lotje de Keijzer       |
| 21 | Paesi Bassi (bandiera) | C     | Joni Paliama           |
| 22 | Paesi Bassi (bandiera) | D     | IIse van der Zanden    |
| 23 | Paesi Bassi (bandiera) | C     | Dieke van Straten      |
| 24 | Paesi Bassi (bandiera) | D     | Anniek Smulders        |
| 27 | Paesi Bassi (bandiera) | C     | Nurija van Schoonhoven |
| 28 | Paesi Bassi (bandiera) | D     | Gera op den Kelder     |